# Shell (Wyoming)
Shell – jednostka osadnicza w Stanach Zjednoczonych, w stanie Wyoming, w hrabstwie Big Horn.